# Ana Bogdan
Ana Bogdan (Sinaia; 25 de noviembre de 1992) es una jugadora de tenis rumana. 
Bogdan nació en Sinaia y tenía una exitosa carrera como junior, alcanzando el no. 2 mundial juvenil el 5 de enero de 2009.

## Títulos WTA (0; 0+0)

### Individual (0)
| Leyenda              |
| -------------------- |
| Grand Slam (0)       |
| Juegos Olímpicos (0) |
| WTA Finals (0)       |
| WTA 1000 (0)         |
| WTA 500 (0)          |
| WTA 250 (0)          |

#### Finalista (2)
| N.º | Fecha                 | Torneo      | Superficie    | Oponente en la final | Resultado |
| 1.  | 31 de julio de 2022   | Varsovia    | Tierra batida | Caroline Garcia      | 4-6, 1-6  |
| 2.  | 11 de febrero de 2024 | Cluj-Napoca | Dura (i)      | Karolína Plíšková    | 4-6, 3-6  |

## Títulos WTA 125s

### Individual (3–1)
| Resultado | Fecha                    | Torneo  | Superficie    | Oponente            | Puntaje       |
| --------- | ------------------------ | ------- | ------------- | ------------------- | ------------- |
| Finalista | 9 de diciembre de 2021   | Limoges | Dura (i)      | Alison Van Uytvanck | 2-6, 5-7      |
| Campeona  | 7 de agosto de 2022      | Iasi    | Tierra batida | Panna Udvardy       | 6-2, 3-6, 6-1 |
| Campeona  | 23 de julio de 2023      | Iasi    | Tierra batida | Irina-Camelia Begu  | 6-2, 6-3      |
| Campeona  | 23 de septiembre de 2023 | Parma   | Tierra batida | Anna Schmiedlová    | 7-5, 6-1      |